# Scopula recessata
Scopula recessata là một loài bướm đêm trong họ Geometridae.